# Gessie
Gessie is een plaats in de gemeente Vellinge in het Zweedse landschap Skåne en de provincie Skåne län. De plaats heeft 59 inwoners (2010) en een oppervlakte van 11 hectare. Gessie wordt vrijwel geheel omringd door akkers. In de plaats staat de kerk Gessie kyrka, deze kerk is gebouwd tussen 1887 en 1888 in de neogotische bouwstijl en verving een kerk uit de 12de eeuw. De stad Malmö ligt zo'n zeven kilometer ten noorden van het dorp.
Höllviken · Skanör med Falsterbo · Vellinge · Ljunghusen · Hököpinge · Västra Ingelstad · Rängs sand · Gessie villastad · Östra Grevie · Arrie · Vellinge Väster ·  Södra Åkarp · Hököpinge kyrkby · Möllevången · Räng (west) · Mellan-Grevie · Norra Håslöv · Gessie · Räng · Kronan · Västra Grevie